# Dugi Rat (udde i Kroatien)
Dugi Rat är en udde i Kroatien.   Den ligger i länet Dalmatien, i den södra delen av landet, 290 km söder om huvudstaden Zagreb.
Terrängen inåt land är kuperad norrut, men söderut är den platt. Havet är nära Dugi Rat söderut. Runt Dugi Rat är det ganska glesbefolkat, med 25 invånare per kvadratkilometer. Närmaste större samhälle är Supetar, 16,3 km norr om Dugi Rat. 